# Code Orange
Code Orange (bis 2014 Code Orange Kids) ist eine 2008 gegründete Metalcore-Band aus Pittsburgh, Pennsylvania. Über Deathwish Inc. erschienen seit 2012 zwei Studioalben der Band, des Weiteren veröffentlichte Code Orange verschiedene EPs und Splits.

## Geschichte
Gegründet wurde Code Orange unter dem Namen Code Orange Kids im Jahr 2008 in Pittsburgh, Pennsylvania. 2011 wechselte Bassistin Meyers im Rahmen eines Besetzungswechsels an die Gitarre. Die Gruppe besteht aus Eric Balderose (Gesang, E-Gitarre), Reba Meyers (Gesang, E-Gitarre), Jami Morgan (Gesang, Schlagzeug) und Joe Goldman (E-Bass). Im Jahr 2012 erschien mit Love Is Love / Return to Dust das Debütalbum über Deathwish Inc. Mit dem Erscheinen des zweiten Studioalbums I Am King über Deathwish änderte die Gruppe ihren Namen in Code Orange um. Das Album stieg auf Platz 96 in den US-Albumcharts ein.
2015 und 2017 trat die Band auf den Festivals Rock am Ring und Rock im Park auf. 2017 engagierte die Band mit Dominic Landolina einen langjährigen Freund, der bereits mit Meyers und Morgan in der Rockband Adventures gespielt hatte, als weiteren Gitarristen. Im Jahr 2019 fungierte Code Orange als Vorband bei der Europa-Tour von Slipknot. 2020 erschien das vierte Studioalbum Underneath. Das Titellied wurde bei den Grammy Awards 2021 in der Kategorie Best Metal Performance nominiert.

## Diskografie

### Studioalben
| Jahr | Titel Musiklabel                             | Höchstplatzierung, Gesamtwochen, AuszeichnungChartplatzierungen (Jahr, Titel, Musiklabel, Platzierungen, Wochen, Auszeichnungen, Anmerkungen) | Höchstplatzierung, Gesamtwochen, AuszeichnungChartplatzierungen (Jahr, Titel, Musiklabel, Platzierungen, Wochen, Auszeichnungen, Anmerkungen) | Höchstplatzierung, Gesamtwochen, AuszeichnungChartplatzierungen (Jahr, Titel, Musiklabel, Platzierungen, Wochen, Auszeichnungen, Anmerkungen) | Anmerkungen                                                  |
| Jahr | Titel Musiklabel                             | DE | UK | US | Anmerkungen                                                  |
| ---- | -------------------------------------------- | --- | --- | --- | ------------------------------------------------------------ |
| 2012 | Love Is Love/Return to Dust Deathwish Inc.   | — | — | — | Erstveröffentlichung: 20. November 2012 als Code Orange Kids |
| 2014 | I Am King Deathwish Inc.                     | — | — | US96 (1 Wo.)US | Erstveröffentlichung: 2. September 2014                      |
| 2017 | Forever Roadrunner Records                   | — | — | — | Erstveröffentlichung: 13. Januar 2017                        |
| 2020 | Underneath Roadrunner Records                | DE80 (1 Wo.)DE | UK90 (1 Wo.)UK | US155 (1 Wo.)US | Erstveröffentlichung: 13. März 2020                          |
| 2023 | What Is Really Underneath Roadrunner Records | — | — | — | Erstveröffentlichung: 17. Februar 2023                       |
| 2023 | The Above Roadrunner Records                 | — | — | — | Erstveröffentlichung: 29. September 2023                     |

### EPs
- 2009: Winter Tour Demo (Eigenproduktion)
- 2010: Demo 2010 (Eigenproduktion)
- 2011: Embrace Me / Erase Me (Eigenproduktion)
- 2011: Cycles (Mayfly)
- 2012: Full of Hell / Code Orange Kids (Split mit Full of Hell, Topshelf Records)
- 2013: Tigers Jaw / The World Is a Beautiful Place & I Am No Longer Afraid to Die / Code Orange Kids / Self Defense Family (Split mit Tigers Jaw, The World Is a Beautiful Place and I Am No Longer Afraid to Die und Self Defense Family, Topshelf Records / Run for Cover Records)

### Kompilationen
- 2012: Web in Front (Original von Archers of Loaf, Covers Vol 2, Casa de Diversion)